# فرانسواز أبندا
فرانسواز أبندا (بالفرنسية: Françoise Abanda) مواليد 5 فبراير 1997 في مونتريال، هي لاعبة كرة مضرب كندية بدأت مسيرتها كمحترفة سنة 2015 تلعب باليد اليمنى. أعلى تصنيف لها في الفردي كان المركز الـ 175 في سنة 2014. أعلى تصنيف لها في الزوجي كان المركز الـ 197 في سنة 2014.

## الخط الزمني للفردي
مفتاح
| ف | ن | ن.ن | ر.ن | د# | د.م | ل | أ.أ | ت | غ | ب | ف | ذ | م.خ | ل.ت |

(ف) فاز بالبطولة (ن) وصل النهائي (ن.ن) نصف النهائي (ر.ن) ربع النهائي (د#) الأدوار الأربعة الأولى (د.م) دور المجموعات (ل) شارك في كأس ديفيز (أ.أ) خرج من الأدوار الاولى (ت) خسر التصفيات التأهيلية (غ) غاب عن الحدث أو البطولة (ب) حصل على ميدالية برونزية (ف) حصل على ميدالية فضية (ذ) حصل على ميدالية ذهبية (م.خ) بطولة الماسترز خُفضت إلى مرتبة أقل (ل.ت) البطولة لم تعقد في السنة المعينة.
لتجنب الارتباك وازدواجية الحساب، يتم تحديث هذه المعلومات إما في نهاية البطولة، أو عندما تكون مشاركة اللاعب في البطولة قد انتهت.
| دورات الجراند سلام |     |     |     |       |     |    |
| أستراليا المفتوحة  | غ   | ت1  | غ   | 0 / 0 | 0–0 | –  |
| فرنسا المفتوحة     | غ   | غ   |     | 0 / 0 | 0–0 | –  |
| بطولة ويمبلدون     | غ   | غ   |     | 0 / 0 | 0–0 | –  |
| أمريكا المفتوحة    | د1  | غ   |     | 0 / 1 | 0–1 | 0% |
| فوز-خسارة          | 0–1 | 0–0 | 0–0 | 0 / 1 | 0–1 | 0% |

## روابط خارجية
- فرانسواز أبندا على موقع رابطة محترفات التنس (الإنجليزية)
- فرانسواز أبندا على موقع الاتحاد الدولي لكرة المضرب (الإنجليزية)
- فرانسواز أبندا على موقع كأس بيلي جين كينغ (الإنجليزية)
- فرانسواز أبندا على موقع بطولة ويمبلدون (الإنجليزية)
- فرانسواز أبندا على موقع خلاصة التنس.كوم (الإنجليزية)
- فرانسواز أبندا على موقع إي إس بي إن.كوم (الإنجليزية)